# GNU xorriso
GNU xorriso est un logiciel de gravure en ligne de commande développé et maintenu pour le projet GNU par Thomas Schmitt.

## Fonctionnalités

### Caractéristiques techniques
Ce programme permet la manipulation d'images d'un système de fichiers normalisé ISO 9660, avec support des extensions Rock Ridge. Outre la création, le chargement, la manipulation et l'écriture de ces images, il supporte également la gestion des droits d'accès aux fichiers avec ACL, la gestion de la sécurité avec le support de signatures MD5, les attributs étendus des fichiers sous GNU/Linux et FreeBSD.
Ces traitements sont possibles vers les supports standards (CD-R, CD-RW, DVD-R, DVD-R DL, DVD-RW, DVD+R, DVD+R DL, DVD+RW, DVD-RAM, BD-R, BD-RE), mais également d'un disque vers le système de fichier.
Le système est autonome et n'a besoin d'aucun logiciel externe pour la gravure. Il utilise en interne les bibliothèques logicielles du projet libburnia-project.org.

### Historique des versions
Le logiciel offre depuis 2010 une émulation mkisofs de qualité, laquelle dispose de sa propre documentation man et info depuis la
version sortie en mars 2011. Les nouvelles versions se succèdent généralement une fois par mois depuis 2010, chaque nouvelle version ajoutant son lot de nouveautés. Le programme peut ainsi produire un système de fichiers hybride avec des métadonnées HFS+ depuis juillet 2012. Il permet alternativement la production d'images ISO 9660 amorçable selon la norme UEFI ou sur les ordinateurs d'Apple.